# Dick Groat
Richard Morrow Groat (ur. 4 listopada 1930, zm. 27 kwietnia 2023) – amerykański baseballista i koszykarz. W latach 1952–1967 grał na pozycji łącznika w Major League Baseball. W sezonie 1952–1953 występował w zespole Fort Wayne Pistons z National Basketball Association.
Groat studiował na Duke University, gdzie w latach 1950–1952 grał w baseballowej i koszykarskiej drużynie uniwersyteckiej Duke Blue Devils. Jako zawodnik drużyny baseballowej Blue Devils wystąpił w College World Series w 1952, jako koszykarz zdobył 1886 punktów przy średniej meczowej 23. 26 kwietnia 1952 został wybrany w pierwszej rundzie draftu z numerem trzecim przez Fort Wayne Pistons, zaś w czerwcu 1952 podpisał kontrakt jako wolny agent z Pittsburgh Pirates. W MLB zadebiutował 19 czerwca 1952 w meczu przeciwko New York Giants jako pinch hitter. W NBA po raz pierwszy zagrał 9 listopada 1952 w spotkaniu z Indianapolis Olympians, w którym zdobył 11 punktów. W latach 1953–1954 odbywał służbę wojskową i po jej zakończeniu, rezygnując z gry w NBA, postanowił kontynuować karierę w Pittsburgh Pirates.
W sezonie 1959 po raz pierwszy wystąpił w All-Star Game, zaś rok później zagrał we wszystkich meczach World Series, w których Pirates pokonali New York Yankees 4–3. W 1960 został wybrany również najbardziej wartościowym zawodnikiem w National League i miał najlepszą średnią uderzeń w lidze (0,325). W listopadzie 1962 w ramach wymiany zawodników przeszedł do St. Louis Cardinals. W sezonie 1963 zdobył najwięcej double'ów (43), a w głosowaniu do nagrody MVP National League zajął 2. miejsce za Sandym Koufaksem z Los Angeles Dodgers. W 1964 zwyciężył w World Series po raz drugi w karierze; Cardinals wygrali z New York Yankees 4–3.
Grał jeszcze w Philadelphia Phillies i San Francisco Giants, w którym zakończył zawodniczą karierę w 1967. Od 1979 jest sprawozdawcą z meczów koszykarskiej drużyny uniwersyteckiej Pittsburgh Panthers.
| Nagroda/wyróżnienie         | Lata                                                 | Źródło        |
| MVP National League         | 1960                                                 | [ 11 ]        |
| 8× All-Star                 | 1959¹, 1959², 1960¹, 1960², 1962¹, 1962², 1963, 1964 | [ 5 ]         |
| 2× zwycięzca w World Series | 1960, 1964                                           | [ 10 ] [ 14 ] |
| Lou Gehrig Memorial Award   | 1960                                                 | [ 17 ]        |